# محمد شاه الثاني (سلطان ترغكانو)
السلطان محمد معظم شاه الثاني بن السلطان زين العابدين (7 سبتمبر 1888 – 11 أبريل 1956) هو سلطان ترغكانو الثالث عشر من 1918 إلى 1920.
ولد محمد شاه الثاني في كوالا ترغكانو في 7 سبتمبر 1888 وكان الابن الثالث للسلطان زين العابدين الثالث وسيك كلسوم بنت حاج داود. في 26 نوفمبر 1918، توج سلطانًا في كوالا ترغكانو.
في عام 1909 كانت هناك اتفاقية بين البريطانيين وسيام تعرف باسم معاهدة بانكوك. نصت على تسليم الولايات الشمالية لماليزيا إلى البريطانيين. وأصدر السلطان زين العابدين الثالث قوانين للحد من تدخل البريطانيين. في عهد محمد شاه الثاني ازدادت الضغوطات وفي 24 مايو 1919 وقع اتفاقية تنص على أن يتولى الوزير المقيم البريطاني إدارة الدولة ويتعامل السلطان فقط مع الشؤون الماليزية والدينية.
في 20 مايو 1920، تنازل عن العرش لصالح أخيه الأصغر غير الشقيق سليمان بدر العالم شاه. واستقر في سنغافورة، حيث استمر في تلقي الإعانة.
توفي في كوالا ترغكانو في 11 أبريل 1956 ودفن في مسجد زين العابدين بالمدينة.